# Nannolaimoides
Nannolaimoides är ett släkte av rundmaskar. Nannolaimoides ingår i familjen Cyatholaimidae.
Kladogram enligt Catalogue of Life:
| Nannolaimoides | \| \| Nannolaimoides armatus \| \| \| \| \| \| Nannolaimoides decoratus \| \| \| \| |
|                | \| \| Nannolaimoides armatus \| \| \| \| \| \| Nannolaimoides decoratus \| \| \| \| |
|                | Nannolaimoides armatus                                                              |
|                |                                                                                     |
|                | Nannolaimoides decoratus                                                            |
|                |                                                                                     |